# 阿達帕
阿達帕（Adapa）是美索不達米亞時代初期的阿普卡魯七賢者之一。
在美索不達米亞神話中，因使南風之神折翼而觸怒安努，被安努召至天界。在坦木茲說情下被赦免，安努改變心意要給他永生，賜給他生命之水和餅。他的守護神伊亞卻警告他那是致命的食物，於是他拒絕領受，因此失去了使自己和人類獲得永生的機會。